# Európai Politikai Közösség (1952)
Az Európai Politikai Közösség (EPK, angolul European Political Community, EPC) létrehozását a Montánunió Közgyűlésének tagjai javasolták 1952-ben. Az 1953 márciusában elfogadott Spaak-féle tervezet a Montánunió központi szerveként kétkamarás parlamentet helyezett kilátásba. Céljuk a Montánunió és az Európai Védelmi Közösség összekapcsolása és politikai integrációjának megvalósítása volt. Az EPC illetékességét a külpolitikára, a védelemre, a gazdasági és társadalmi integrációra és az emberi jogok védelmére helyezték.
Intézményileg a kétkamarás parlament az állampolgárokat képviselő népi kamarából, illetve az egyes tagállamokat képviselő szenátusból állna. Mivel az Európai Politikai Közösséget a Montánunió és az Európai Védelmi Közösség keretében tervezték felállítani, 1954-ben az EVK meghiúsulásával az EPC sem valósult meg.